# Josep Franquesa i Gomis
Josep Franquesa i Gomis (Barcelona 1 de desembre de 1855 - 6 de novembre de 1930) fou un poeta, crític literari i polític català.
Fill de Joan Franquesa i Bertran natural de Sant Feliu de Guíxols i de Càndida Gomis i Gibert natural d'Igualada. Es doctorà en filosofia i lletres i fou catedràtic de literatura a la Universitat de Barcelona. Col·laborà a nombroses revistes com La Renaixença, Joventut i La Veu de Catalunya i en va fundar d'altres com La Ilustració Catalana, La Llar i La Familia Cristiana. En el terreny polític, el 1898 presidí la Lliga de Catalunya i alhora fou vicepresident de la Unió Catalanista.
Fou mestre en gai saber el 1883, mantenidor dels Jocs Florals de 1900 i de 1917. Va prologar La punyalada de Marià Vayreda i Vila. El 1896 fou un dels tres membres de la Comissió tècnica dels Jocs Florals de Barcelona que va premiar l'obra de Pompeu Fabra Contribució a la gramàtica de la llengua catalana. També va participar en el Primer Congrés Internacional de la Llengua Catalana (1906).
Va ser Vicepresident de l'Ateneu Barcelonès en el mandat 1896-1897.

## Obres
- Estudio de Ausias March y de sus obras (1884)
- Electra (1912), traducció de l'obra de Sòfocles
- Epístola a los Pisones (1892), traducció de l'obra d'Horaci
- Eros fugitiu (1910), traducció de l'obra de Moscos de Siracusa